# 小行星1012
小行星1012（1012 Sarema）是一颗围绕太阳公转的小行星。
該小行星以俄國詩人亞歷山大·普希金的長詩《巴赫奇薩賴的淚泉》的登場角色薩雷瑪（Sarema）命名。

## 参数
这颗小行星的绝对星等为12.41等，自转周期为10.32小时。